# Al-Ghamamiz
Al-Ghamamiz – wieś w Syrii, w muhafazie Ar-Rakka. W 2004 roku liczyła 302 mieszkańców.